# Anton Aloys Timpe
Anton Aloys Timpe (Hamburgo, 14 de março de 1882 — Berlim, 14 de setembro de 1959) foi um matemático alemão.

## Obras
- Mathematik und Wirtschaftswissenschaften: Stoffübersicht.[ligação inativa] Jahresbericht DMV Bd. 44, 1934